# Soccastars - as novas estrelas
Soccastars - as novas estrelas é um programa da RTP1 com a apresentação de Jorge Gabriel.

## Roteiro e descrição
O Soccastars descobriu dois novos talentos para o mundo do futebol, masculino e feminino. Os dois vencedores ganharam, respectivamente, um contrato de um ano num clube da super liga portuguesa, e a vencedora um estágio numa equipa de futebol feminino de uma ”escola” norte americana.
Soccastars, o inovador projecto da Valentim de Carvalho Televisão, deu oportunidade a jovens talentos para o mundo do futebol, não só rapazes mas também raparigas, que pretendiam vir a ser as novas estrelas do futebol nacional.
Pelo facto do prémio final ser altamente aliciante - para o rapaz um contrato anual com o Sporting Clube de Portugal, e para a rapariga vencedora um estágio numa equipa de futebol feminino de uma ”escola” norte americana, não é de estranhar os milhares de inscrições recebidas.
As provas de selecção foram efectuadas em Lisboa, no Porto e no Algarve. Milhares de jovens, imbuídos no sonho de um dia tornarem-se estrelas no mundo do futebol, compareceram ao desafio e comprovaram que em Portugal respira-se futebol. 
Contudo, apenas os melhores continuaram em prova. Daí saiu o grupo de rapazes e raparigas que intensificaram os seus treinos na Academia de Futebol de Alcochete, onde deram o seu melhor e tentaram impressionar o júri (Fernando Gomes, Neno, José Eduardo e Graça Simões, ex-seleccionadora nacional) não só com os seus dotes para o futebol mas também com a sua personalidade, espírito de grupo e capacidade de trabalho.
o vencedor deste programa foi Manuel Veiga Machado, mais conhecido por Riera que esteve um ano em alcochete.